# 孙广钦
孙广钦（？—？），字子敬，中华民国教育家。
孙广钦毕业于东京高等师范学校，曾任青岛教育会会长。1923年10月，他出任实业家刘子山创办的私立青岛中学的校长。1924年5月，他与刘子山等人向当时的胶澳商埠督办高恩洪建议创办青岛大学，得到高恩洪支持，由实业界集资筹办私立青岛大学，校址就选在原俾斯麦兵营。8月，私立青岛大学正式开学，高恩洪兼任校长。他担任校务主任。